# Neoliberalism
Neoliberalismul desemnează atât o filozofie politică, cât și un termen utilizat pentru a descrie reapariția, în a doua jumătate a secolului al XX-lea, a unor idei din secolul al XIX-lea asociate cu capitalismul de piață liberă. Termenul are multiple definiții concurente și este adesea utilizat cu o conotație peiorativă. În cercetarea academică, termenul este adesea lăsat nedefinit sau utilizat pentru a descrie o varietate de fenomene; totuși, utilizarea sa predominantă vizează descrierea transformărilor societale generate de reformele economice bazate pe piață.
Neoliberalismul este o filozofie economică care a apărut în rândul teoreticienilor liberalismului european în anii 1930. Acesta a fost un răspuns la declinul perceput al popularității liberalismului clasic, care era considerat responsabil pentru cedarea în fața dorinței liberalismului social de a controla piețele. Această schimbare de paradigmă a fost influențată de Marea Depresiune și s-a manifestat prin politici destinate să atenueze volatilitatea piațelor libere. O motivație importantă pentru dezvoltarea unor politici menite să reducă volatilitatea piețelor libere capitaliste a fost dorința de a evita repetarea eșecurilor economice din începutul anilor 1930, considerate a fi parțial cauzate de politica economică a liberalismului clasic. În contextul elaborării politicii economice, termenul „neoliberalism” este folosit adesea pentru a descrie o schimbare de paradigmă care a urmat eșecului consensului postbelic și economiei neo-keynesiene de a răspunde stagflației din anii 1970. Colapsul Uniunii Sovietice și încheierea Războiului Rece au contribuit, de asemenea, la ascensiunea neoliberalismului în Statele Unite, Regatul Unit și pe plan global.
Neoliberalismul a devenit un termen din ce în ce mai răspândit în ultimele decenii. A fost un factor semnificativ în proliferarea organizațiilor conservatoare și libertariene de dreapta, partidelor politice și think tank-urilor, fiind predominant susținut de acestea. Neoliberalismul este adesea asociat cu un set de politici de liberalizare economică, care includ privatizare, dereglementare, depolitizare, alegere a consumatorilor, globalizare, comerț liber, monetarism, austeritate și reduceri ale cheltuielilor guvernamentale. Aceste politici sunt concepute pentru a spori rolul sectorului privat în economia și societatea contemporană. În plus, proiectul neoliberal este orientat spre stabilirea de instituții și are o natură intrinsec politică, extinzându-se dincolo de considerațiile economice.
Termenul este folosit rar de susținătorii politicilor de piață liberă. Când termenul a intrat în uz academic general în anii 1980, asociat cu reformele economice ale lui Augusto Pinochet din Miracolul Chile, a căpătat rapid conotații negative și a fost utilizat în principal de criticii reformelor pieței și ai capitalismului laissez-faire. Cercetătorii l-au legat de teoriile economiștilor care activau în cadrul Mont Pelerin Society, precum Friedrich Hayek, Milton Friedman, Ludwig von Mises și James M. Buchanan, dar și de politicieni și factori de decizie precum Margaret Thatcher, Ronald Reagan și Alan Greenspan. După ce noul sens al neoliberalismului a fost consacrat în rândul cercetătorilor vorbitori de limba spaniolă, acesta s-a răspândit în studiile economiei politice în limba engleză. Până în 1994, termenul a intrat în circulație globală, iar cercetările în acest domeniu s-au extins considerabil în ultimele decenii.
În România neoliberalismul a avut ca teoreticieni pe Ștefan Zeletin, Vintilă Brătianu și pe Mihail Manoilescu. Principiile de bază ale acestui curent erau: dezvoltarea industriei, proces de care depindeau modernizarea societății și consolidarea independenței naționale; susținerea intereselor burgheziei naționale; libertatea pătrunderii capitalului străin prin promovarea politicii prin noi înșine; și un regim parlamentar bazat pe votul universal.

## Neoliberalism economic
Termenul neoliberalism a fost, inițial, o descriere proprie, însă în prezent este folosit aproape exclusiv ca sinonim restrâns pentru termenul capitalism. Cei care sunt pentru această definire a termenului, vorbesc de regulă despre o politică economică liberală orientată înspre stabilitate monetară sau înspre un stat suplu, și sunt, în general, împotriva statului social sau al statului prosper. Protopărinții ideilor neoliberale pot fi considerați Friedrich Hayek și Ludwig von Mises, însă neoliberalismul ca școală nu există. Se poate mai degrabă vorbi de o rețea diversificată, instituționalizată, în care există păreri diferite, diferențiate, și care se și contrazic. Rezultatul unui așa-zis proces orientat înspre piață este neprevăzut și deschis, Karl Popper vorbește aici (după părerea criticilor, eufemistic) despre o societate deschisă. Hayek a dezvoltat până la moartea sa neoliberalismul ca teorie dinamică a instituțiilor sociale.

## Concepte
Termenul neoliberalism a fost caracterizat de catre economiștii Friedrich Hayek, Wilhelm Röpke, Walter Euken și alții la o conferință din Paris, în anul 1938, pe tema dezvoltării unui concept pentru o politică economică pe termen lung, care a fost înteleasă ca o cale de mijloc între capitalismul pur și socialism. Conform acestui concept, intervențiile statului în economie sunt doar atunci justificate și necesare când, de exemplu, distorsiunile pieței sunt împiedicate prin monopoluri și carteluri.

### Ordoliberalismul
Prin ordoliberalism este exprimată varianta germană a neoliberalismului. Ca motiv pentru necesitatea unei reglementări cadru, ordoliberalismul consideră tendința piețelor nereglementate de a elimina mecanismul propriu de concurență. Ofertanții se unesc, formează cartele și se înțeleg asupra prețurilor, aspiră la formarea de monopoluri și astfel pot să dicteze pe piață (stapânirea pieței). Concurența destructivă poate câștiga predominanță față de concurența performantă. Problema pe care statul trebuie să o rezolve ar fi, drept urmare, să dezvolte un cadru legal care să constea factic din legi privind cartelul și concurența, transparența pieței, să sprijine accesul liber la piață și să se îngrijească de stabilitatea nivelului prețului. Ideea socială și principiul performanței, acceptarea ordinelor și descentralizarea trebuie să se reconcilieze unele cu celelalte. Scopul cel mai important al ordoliberalismului este o de-monopolizare. Funcționarea deficitară a pieței este posibilă, în gândirea ordoliberală, acolo unde s-a neglijat fondarea la timp a „Ordo“-ului potrivit - de exemplu în cazul lipsei unei determinări a compensației pentru consumarea bunurilor comune, cum ar fi mediul sau în cazul măsurilor insuficiente împotriva formării cartelului.

### Monetarismul
În afara spațiului german, varianta ordoliberală a neoliberalismului nu a fost niciodată foarte cunoscută, deoarece termenul neoliberalism a fost înțeles în strânsă legătură cu monetarismul școlii din Chicago, cu reprezentantul foarte cunoscut al acesteia, Milton Friedman. Monetarismul pornește în mod fundamental de la stabilitatea sectorului privat. O justificare pentru încrederea în piața și în economia privată, o gasim la Karl Brunner în The Moetarist Revolution, 1973: Sectorul privat refractează deviațiile și le reformează într-o mișcare stabilizatoare [...] instabilitatile principale și nesiguranțele proceselor economice își au originea în comportamentul sectorului de stat. Nesigurantele includ, in mod special, programele de taxe si impozite si programele de cheltuieli, cum ar fi măsurile luate de instanțele de intervenție. Instabilitatea este atribuită, mai presus de toate, politicii monetare, politicii creditelor si politicii fiscale. Și în cazul apariției monopolurilor, monetarismul, spre deosebire de ordoliberalism se bazează pe piața liberă și consideră că pe termen lung mecanismele auto-regulatorii ale pieței pot conduce la un echilibru al pieței.

## Deosebiri față deLibertarianism
Libertarianismul este sinonim cu sensul clasic al termenului liberalism. Scopul neoliberalismului este de a asigura funcționarea ordinii specifice economiei de piață, de a înfățișa eficient economia. Un stat prosper nu poate fi finanțat, pe termen lung, după părerea multor liberali, deloc, greu sau doar la un nivel scăzut.

## Elemente ale politicii neoliberale
- Individualismul normativ: o sursă pentru deciziile politico-economice, este preferința individuală a subiecților economici. Din cauza problemelor de agregare a preferințelor individuale este exercitată o critică asupra programelor economice guvernamentale, atunci când acestea derivă din principiile generale (respingerea politicii de agendă). acest principiu se aseamănă cu principiul suveranității populare din cadrul teoriei politice liberale.
- Proprietatea privată/Privatizarea: în concepția neoliberală statul nu are datoria de a fi întreprinzător activ. Se cere, de aceea, privatizarea întreprinderilor de stat respectiv datoria statului de a se implica, în special în monopolurile de stat din domeniul infrastructurii (măsurile existențiale de prevedere) cum ar fi telecomunicațiile, transportul, energia sau învățământul. Banca Mondială are ca strategie supraordonată așa-numitul Private Sector Development, comparat și cu conceptul Public Private Partnership. Statul trebuie să se îngrijească de piețele funcționale printr-o politică concurențială și să prevină formarea piețelor de monopol și a disfuncționalităților pieței. Preponderența de proprietate privată și de forme regularizatoare ale economiei private față de influența statului derivează uneori dintr-un anumit punct de vedere asupra teoriei economice a drepturilor disponibilităților. Prin urmare, bunăstarea economică ar crește, cu cât crește proprietatea din domeniul public. În cazul formelor regularizatoare socialiste s-ar ajunge, dimpotrivă, obligatoriu la așa-numitul tragism Tragedy of the Commons (tragedia comunelor).
- Politica stabilizatoare: politica masei monetare trebuie să garanteze prețuri stabile, printr-o monedă stabilă (stabilitate macroeconomică) și printr-un buget echilibrat. Dintr-o politică monetară, a dobânzii și bugetară restrictivă rezultă o extindere a administrației, o creare a unor unități parțial autonome și o degajare a diferitelor teme publice în sensul unui management suplu.
- Piața ca instrument de conducere: în convingerea neoliberală trebuie ca piața, deci cererea și oferta să hotărască asupra tipului, prețului și cantității realizărilor materiale și asupra serviciilor, deoarece astfel ar avea loc o alocare optimă a resurselor.
- Concurența: statul se îngrijește de piețele funcționale și intervine în cazul piețelor evident imperfecte, de exemplu prin taxe și impozite în cazul efectelor externe și prin legile cartelului. Spre deosebire de neoclasicism, concurența s-a extins asupra instituțiilor, cu părerea că cei mai supli supraviețuiesc pe piață, a cărei însemnătate este recunoscută (noul instituționalism).
- Deregularea: neoliberalii sunt pentru deregularea și liberalizarea economiei în sensul unei reduceri a legilor și regulamentelor, atât timp cât acestea sunt considerare birocratice și nu sunt neapărat necesare, deoarece prin aceasta acțiunile economice individuale ar fi împiedicate.
- Comerțul mondial: neoliberalii sunt de acord cu globalizarea în sensul unei stimulări a comerțului liber între state, fie prin organizații globale cum ar fi WTO și înțelegerile acesteia cu GATT, GATS, TBT, SPS, TRIPS sau fie prin zone de comerț liber și mai multe zone economice speciale sau desființarea granițelor statelor naționale. Conform evaluării neoliberalismului, comerțul liber ar conduce la stimulatea bunăstării mondiale. Limitarea comerțului prin taxe vamale și obstacole comerciale ne-tarifare și o stimulare a anumitor scopuri economice de către stat prin subvenții, conduce, după părerea neoliberalilor la inegalitate și sărăcie în lume. Astfel, țărilor în curs de dezvoltare, de exemplu, le este greu să țină piept concurenței cu țările agricole europene care sunt puternic subvenționate. Neoliberalii le reproșează statelor industrializate faptul că doresc libertate comercială doar pentru țările în curs de dezvoltate, însă nu vor să o introducă în propriile țări.
- Politica taxelor: de regulă se cere ca procentele taxelor să fie reduse, de exemplu sub forma tarifelor proporționale sau a tarifelor în trepte și un sistem de taxe simplu în locul unui sistem de dispoziții variate. Taxele indirecte sunt preferate celor directe. Taxele pe avere sunt respinse, fiind considerate ca o taxe duble, dar și taxele de bagatelă în cazul cărora încasările nu sunt mai mari decât cheltuielile necesare pentru colectarea acestora. În general este favorizată scăderea taxelor plătite de firme, mai ales că prin aceasta s-ar produce o creștere a încasărilor din taxe.
- Sistemul social: și în domeniul sistemelor sociale, neoliberalii sunt pentru soluții organizate privat în locul sistemelor de stat considerate a fi birocratice. Prin aceasta trebuie realizată o administrare eficientă a mijloacelor cetățenilor. Strategia pay-as-you-go este criticată, pe motiv că nu ar avea o bază solidă. Măsurile private de prevedere sunt avizate favorabil în cadrul modalității de acoperire a capitalului. Asta înseamnă că sistemele de asigurare socială vor fi reconstruite: statul de realocare va fi demontat, iar sistemele economiei de piață vor fi construite. Performanțele statului se vor concentra apoi eficient asupra celor care au intr-adevar nevoie de ajutor social, deci asupra acelora care nu sunt în stare să-și asigure traiul zilnic. Milton Friedman a sugerat aplicarea unei taxe pe venit negative. Conform acesteia, autoritatea financiară ar plăti fiecărui plătitor al cărui venit s-ar afla sub un minim fix, diferența de taxe obligatorii, fără să facă alte cercetări.
- Dominanța
- Dreptul tarifar
- Dreptul muncii
- Politica conjuncturală